# NFLフィルムズ
NFLフィルムズ (NFL Films) は、アメリカ、ニュージャージー州マウントローレルに本社を置く、CM、テレビ番組、長編映画および、NFLやその他のイベント・式典などのドキュメンタリー製作会社。
1962年にエド・セイボルにより、ブレア・モーション・ピクチャーズ（Blair Motion Pictures）として創立され、後にNFLの所有となり、1985年から息子のスティーブ・セイボルが代表取締役に就任している。各ネットワークで放送される試合の生中継の他は、主に録画されたNFL映像のコンテンツ製作を行っている。
2011年に初代社長のエド・セイボルがプロフットボール殿堂入りを果たした。
2012年9月18日、スティーブ・セイボル社長が脳腫瘍のため69歳で亡くなった。

## 創立
創立者のエド・セイボルは第二次世界大戦の退役軍人で、帰国後外套販売の仕事に就いていた。彼は余暇に結婚祝いでもらった映画撮影用カメラを使い、息子スティーヴンのハイスクールフットボールの試合を撮影していた。この経験から、セイボルは小さな映画会社を創設し、ブレア・モーション・ピクチャーズと名付けた。セイボルは1962年NFLチャンピオンシップの映像化権を3,000ドルで落札した。これは1961年NFLチャンピオンシップにおける落札額の2倍に相当する額だった。セイボルが製作した試合映像を観たNFLコミッショナーのピート・ロゼールは感銘を受け、NFLのオーナーらにセイボルの会社を買い取ることを提案した。1964年、オーナーらはその提案を拒否したが、翌年には了承し、会社名は「NFLフィルムズ」に改められた。セイボルは14名のリーグのオーナーそれぞれから12,000ドルの資金を受け取り、NFLの全試合を撮影し、チームごとにハイライト映像を製作した。

## スタイル
NFLフィルムズはさまざまな映像スタイルを生み出した。すべての場面をフィルムに納める、リプレイ映像でスローモーション（グラウンドレベルでスローモーション専用のカメラを1台用意する）や、リバース・アングルを使用する、サイドラインにマイクを設置しフィールド近辺の試合の音声やサイドラインの会話を拾う、低音で力強いナレーションを入れる、これらはすべてNFLフィルムズが始めたものである。クォーターバックからレシーバーへ投げられた回転するボールのスローモーション映像を繰り返し使用するスタイルは“tight on the spiral”と呼ばれる。NFLフィルムズは地方ラジオ放送の録音も行っている。ラジオアナウンサーはたいてい彼らのホームチームの試合に関して、テレビネットワークの放送に比べてより熱狂的になるためである。加えて、NFLフィルムズは複数カメラによるマルチアングル、力強いオーケストラ音楽によるBGM、試合後のロッカールームでの選手とコーチの様子の映像なども使用する。

## テレビ番組
NFLフィルムズは『Greatest Moments』シリーズ（1960年代から1990年代の過去の試合の詳細）、『Lost Treasures』シリーズ（古い記録映像からテレビでは未公開の選手、コーチ、審判の映像を使用）、および『NFL Films Presents』（当日の試合をNFLフィルムズの伝統的かつ劇的なスタイルで演出）を製作している。これらはESPNまたはNFL Networkで視聴できる。
NFLフィルムズはまたシーズン中に前週の試合を紹介する『NFL Game of the Week』も製作している。ION Televisionはこの『Game of the Week』の放映権を獲得している。ESPN Classicは『Game of the Week』の過去のエピソードを放送している。

## 成功
NFLフィルムズは年間に5千万ドル以上の収入を得、かつ倍増しているが、NFLがテレビ局から得る放映権料の180億ドルに比べれば、そのほんの一部でしかない。
NFLをカバーし、NFLフィルムズはさらに他のドキュメンタリー映像の製作にも進出している。NBCのオリンピックテレビ放送用にミュンヘンオリンピック事件のドキュメンタリーを製作し、その他のメジャーイベントのフィルムや写真のバックアップを行っている。また、1983年、ジャーニーのヒットシングル『Faithfully』（邦題:『時への誓い』）のプロモーションビデオも製作した。
NFLフィルムズが製作したNFLフィルム作品数は第二次世界大戦のものに次いで2番目に多い。その独特なスタイルは、スプリント・ネクステルやバーガーキングなどNFLのスポンサーの数多くのCMなどでパロディ化されている。

## アルバム
- The Power and the Glory: The Original Music & Voices of NFL Films (1998)
- Autumn Thunder: 40 Years of NFL Films Music (2004)
- NFL country (1995)